# Perameles papillon
El bandicut barrado de Nullarbor (Perameles papillon) es una especie extinta de bandicut nativa de la árida llanura de Nullarbor, en el sur de Australia. Se le conoce también como bandicoot mariposa (en inglés butterfly bandicoot) por la mancha marrón oscura en su rabadilla que hace recordar la figura de tal animal. Fue descrito en 2018 a partir de pieles existentes y material osteológico encontrado en colecciones de museos en Australia.
El bandicut barrado de Nullarbor fue colectado por última vez en 1928. Las posibles causas de su extinción incluyen la depredación por parte de gatos y zorros salvajes introducidos, la degradación del hábitat debido a conejos y ganado no autóctonos y los cambios en el régimen de quemas efectuadas por los aborígenes.